# Geostationaire baan

Geostationaire baan

De geostationaire baan is de cirkelvormige baan rond de Aarde waar een kunstmatige satelliet of ander object stil lijkt te staan ten opzichte van het aardoppervlak. Een satelliet in een geostationaire baan om de Aarde heet een geostationaire satelliet. Satellieten kunnen alleen recht boven de evenaar in een geostationaire baan blijven.
De omlooptijd voor deze baan om de Aarde is 23 uur, 56 minuten en 4,1 seconde, gelijk met de rotatieperiode van de Aarde, en de positie is op een hoogte van 35 786 kilometer boven zeeniveau of 42 164 km boven het middelpunt van de Aarde. De satelliet heeft daarbij een omloopsnelheid van 11 070 km/h (3,075 m/s).
De geostationaire baan is een van de vijf belangrijke soorten baan rond de Aarde. Er bestaan ook geosynchrone satellieten. Deze hebben dezelfde omloopstijd als de rotatietijd van de Aarde, maar bevinden zich niet permanent boven dezelfde plek. Ze bevinden zich niet boven de evenaar of lopen in een ellipsvormige baan. Een geostationaire satelliet is geosynchroon, het omgekeerde niet altijd.

## Ontdekking
Arthur C. Clarke heeft in 1945, toen hij tijdens de Tweede Wereldoorlog in Engeland werkte aan een radarnetwerk voor de Engelse luchtverdediging, het principe van de geostationaire baan ontdekt. De geostationaire baan wordt om die reden ook wel de Clarke-Belt genoemd. Hij was ook sciencefictionschrijver en beschreef als eerste de mogelijke betekenis van de geostationaire baan. Met drie kunstmatige satellieten voor telecommunicatie zou men ieder punt op Aarde met ieder ander punt kunnen verbinden, via maximaal twee satellieten.
In 1963 werd de eerste satelliet in een geostationaire baan om de Aarde gebracht, de Syncom 2.
Er is in 1993 een patent verleend op het principe van de 'statiet', een hypothetische satelliet die zelfstandig van hoogte verandert om in een geostationaire baan te blijven, waardoor van de evenaar afwijkende geostationaire banen mogelijk worden.

## Principe
De zwaartekracht werkt op een satelliet in een baan rond de Aarde. De zwaartekracht zorgt voor de nodige middelpuntzoekende kracht om de satelliet bij deze snelheid in zijn baan te houden. Het is belangrijk dat de snelheid en de zwaartekracht op elkaar zijn afgestemd. Een satelliet die langzamer draait valt naar de Aarde terug en een satelliet die sneller draait schiet van de Aarde weg.
Men kan aan de hand van de nodige middelpuntzoekende kracht en zwaartekracht uitrekenen op welke hoogte een satelliet moet hangen, om precies even snel als de Aarde te draaien en bijgevolg ten opzichte van de Aarde niet te bewegen. Dit is handig voor bijvoorbeeld weer- en telecommunicatiesatellieten. Indien deze niet geostationair waren, zouden wij permanent de stand van schotelantennes moeten wijzigen en regelmatig naar een andere satelliet overschakelen. Dit verklaart ook waarom op het noordelijke halfrond schotelantennes altijd naar het zuiden zijn gericht.
Doordat een stilstaande kunstmaan voor toepassingen zoals satelliettelevisie nogal wat voordelen biedt is de geostationaire baan thans druk bezet met kunstmanen.

## Nadelen
Er is ook een aantal nadelen te noemen:
- Er is veel brandstof, dus een zwaardere raket nodig om een kunstmaan in deze hoge baan te brengen.
- Door de grote afstand tussen satelliet en grondstation is een goede richtantenne en een relatief groot vermogen nodig om te kunnen communiceren.
- Door de grote hoogte van de satelliet treedt er een merkbare vertraging in de communicatie op, ongeveer 120 ms via dezelfde satelliet, tot zo'n 640 ms als het via verschillende satellieten gaat.
- Geostationaire satellieten die niet meer functioneel zijn worden naar de kerkhofbaan gestuurd, waar ze echter nog steeds onderdelen van de geostationaire gordel zijn, en op die manier elk hun steentje bijdragen om het ruimteafval in omloop rond de Aarde te doen toenemen.

## Vertraging
Een satelliet kan alleen geostationair zijn op een hoogte van ruim 42 000 km boven het middelpunt van de Aarde, dus bijna 36 000 km boven het aardoppervlak. Dat geeft vertraging bij telecommunicatie via een satelliet.
Bevinden zender en ontvanger zich op korte afstand, zoals meestal bij een radio- of televisieprogramma, dan is de weglengte op en neer naar de satelliet 72 000 km, wat een vertraging geeft van 240 ms: 120 ms heen en 120 ms terug. Dat is zelden merkbaar, tenzij je een satellietontvanger en een aardse ontvanger naast elkaar op hetzelfde programma afstemt.
Bij communicatie met de andere kant van de wereld is de afstand op en neer naar de satelliet ongeveer 85 000 km en dat moet bij een telefoongesprek worden verdubbeld, omdat de communicatie in twee richtingen gaat. Het duurt dan 560 ms, dus ruim een halve seconde, voor je antwoord krijgt van de gesprekspartner, wat zeer merkbaar is. Loopt een gesprek via twee satellieten, dan loopt de vertraging op tot meer dan een seconde. Bij een gesprek via een onderzeekabel is de afstand veel korter en is er nauwelijks merkbare vertraging.

## Geostationaire satellieten kijken vanuit de Benelux
Amateurastronomen in de Benelux en andere gebieden rond 51° Noord op Aarde, gewapend met telescopen, hebben een reeks sterren en astronomische objecten ter beschikking die, tijdens de zoektocht naar de gordel van geostationaire satellieten, als ijkpunten op de achtergrond kunnen fungeren. De lijst toont een aantal sterren en NGC-objecten in het gebied van de zuidelijke sterrenhemel tussen declinatie -7°00' en -7°30', die, vanuit de Benelux gezien, gedurende het telescopisch waarnemen van geostationaire satellieten in hetzelfde beeldveld kunnen verschijnen. Indien de telescoop uitgerust is met een volgmechanisme trekken de geostationaire satellieten gestaag door het beeldveld. De lijst is onderverdeeld volgens de sterrenbeelden waarin betreffende sterren en astronomische objecten zich bevinden. De grenslijnen van Eugène Delporte, voor de sterrenbeelden, zijn daarbij in acht genomen.

### Cetus (Walvis)
(Rechte klimming 23:57 – 2:45)
NGC 47 en gidsster HD 984, NGC 50, NGC 54, NGC 116, HCG 3 (compacte groep sterrenstelsels), gidsster HD 3821 op 0:40 / -7°13' (deel uitmakend van een 5 leden tellende sterrenrij die dienst kan doen als aanwijsstok om zuidwaarts daarvan op zoek te gaan naar Hickson Compact Group 6, HCG 6), NGC 274, NGC 275, NGC 293, NGC 298 en gidsster HD 5384, NGC 600, NGC 607, NGC 615, NGC 636, CCCS 101 (de koolstofster CGCS 357), NGC 991.

### Eridanus (Rivier)
(Rechte klimming 2:45 – 5:11)
NGC 1084, het drieledig asterisme Rho1, Rho2, Rho3 Eridani (8, 9, 10 Eridani), NGC 1285, NGC 1303, 40 Eridani (Omicron2 Eridani, Keid), het koppel 46 en 47 Eridani (EH en DV Eridani) waarvan beide componenten eveneens uit koppels bestaan (elk net ten noorden en ten zuiden van de gordel van de geostationaire satellieten), Psi Eridani (67 Eridani), NGC 1909 (IC 2118, Which head nebula).

### Orion
(Rechte klimming 5:11 – 5:56)
In dit gebied fungeren de Orionnevel (Messier 42) en de heldere ster Rigel als handige gidsen, omdat de gordel van de geostationaire satellieten, vanuit de Benelux gezien, tussen deze twee objecten loopt .
Rigel (de gordel van geostationaire satellieten bevindt zich 1 graad ten noorden van deze ster), gidsster HD 36151 (5:29 / -7°15'), gidsster HD 36285 (5:30 / -7°26'), Thabit (Upsilon Orionis), gidsster HD 36814 (5:34 / -7°01'), gidsster HD 36920 (5:34 / -7°12') (op 2 graden ten zuiden van Messier 42 - Orionnevel), gidsster HD 37151 (5:36 / -7°23'), d Orionis (49 Orionis), 55 Orionis, NGC 2110.

### Monoceros (Eenhoorn)
(Rechte klimming 5:56 – 8:11)
NGC 2215, V 720 Monocerotis (de koolstofster CGCS 1256), Beta Monocerotis (Herschel's Wonder Star), NGC 2299 en W Monocerotis (de koolstofster CGCS 1444), NGC 2309, RY Monocerotis (de koolstofster CGCS 1549), FW Monocerotis, UX Monocerotis, MacCon 79 (de koolstofster CGCS 1987).

### Hydra (Waterslang)
(Rechte klimming 8:11 – 9:41)
Messier 48 (de gordel van geostationaire satellieten bevindt zich anderhalve graad ten zuiden van deze open sterrenhoop), gidsster HD 70652 (8:22 / -7°32'), F Hydrae, 15 Hydrae, KM Hydrae, Alphard (de gordel van geostationaire satellieten bevindt zich anderhalve graad ten noorden van deze heldere ster), gidsster HD 82674 (9:33 / -7°11').

### Sextans (Sextant)
(Rechte klimming 9:41 – 10:51)
3 Sextantis, NGC 3115, het koppel gidssterren HD 87807 en HD 87855 net ten oosten van NGC 3115, gidsster HD 88372, 20 Sextantis.

### Crater (Beker)
(Rechte klimming 10:51 – 11:56)
NGC 3481 en gidsster HD 95246, U Crateris, SV Crateris (Burnham 600, Abt's star), S Crateris.

### Virgo (Maagd)
(Rechte klimming 11:56 – 14:46)
Gezien vanuit de Benelux kruist op 13:10 de gordel van geostationaire satellieten de Ecliptica, hetgeen betekent dat in dit gebied tijdelijke schijnbare samenstanden kunnen optreden teweeggebracht door geostationaire satellieten, de maan, en planeten van het zonnestelsel.
NGC 4504, NGC 4520, 28 Virginis, Spica (de gordel van geostationaire satellieten bevindt zich 3 en een halve graad ten noorden van deze heldere ster), S Virginis (de roodkleurige ster Espin-Birmingham 383), NGC 5306, NGC 5343, NGC 5534 en gidsster HD 125184.

### Libra (Weegschaal)
(Rechte klimming 14:46 – 16:01)
NGC 5812 en gidsster HD 132953, NGC 5917, gidsster HD 143259 (15:59 / -7°18').

### Ophiuchus (Slangendrager)
(Rechte klimming 16:01 – 18:05)
HD 148743 op 16:30 / -7°30' en HD 148349 op 16:27 / -7°35' (twee gidssterren ten noordoosten en ten noorden van Upsilon Ophiuchi, een gemakkelijk waarneembaar asterisme vormend met nog twee sterren in de buurt).

### Serpens Cauda (de staart van de slang)
(Rechte klimming 18:05 – 18:22)
NGC 6539, IC 1276 (de bolvormige sterrenhoop Palomar 7).

### Scutum (Schild)
(Rechte klimming 18:22 – 18:59)
Gidsster HD 168856 (18:22 / -7°29'), RX Scuti (de koolstofster CGCS 4052), Pe 1-15 (de planetaire nevel Perek-Kohoutek 25-2.1), Messier 11 (deze open sterrenhoop bevindt zich 1 graad ten noorden van de gordel van geostationaire satellieten).

### Aquila (Arend)
(Rechte klimming 18:59 – 20:39)
Gidsster HD 179002 (19:11 / -7°25'), gidsster HD 182038 (19:23 / -7°24'), het koppel gevormd door de gidsster HD 184573 (19:35 / -7°27') en Kappa Aquilae, gidsster HD 190172 (20:04 / -7°28'), Abell 70 (de planetaire nevel Perek-Kohoutek 38-25.1, ook gekend als Diamond Ring).

### Aquarius (Waterman)
(Rechte klimming 20:39 – 23:57)
Gezien vanuit de Benelux kruist op 22:50 de gordel van geostationaire satellieten de Ecliptica, hetgeen betekent dat in dit gebied tijdelijke schijnbare samenstanden kunnen optreden teweeggebracht door geostationaire satellieten, de maan, en planeten van het zonnestelsel.
Lambda Aquarii (Hydor), 78 Aquarii, h Aquarii (83 + 84 Aquarii), NGC 7600, gidsster HD 221835 (23:35 / -7°27').

### Seizoensgebonden periodes van waarneembaarheid
Geostationaire satellieten kunnen onzichtbaar zijn doordat tweemaal per jaar de Aardschaduw op een deel van de gordel valt. Dit beschaduwde deel bevindt zich, vanaf de Aarde gezien, op 180° van de zon. Dit doet zich voor rond 21 maart en 23 september.

### Boven de zuidelijke horizon
Geostationaire satellieten die pal in het zuiden staan, gezien vanaf de Benelux, bevinden zich op 31 graden hoogte boven de horizon. Het is aan te raden een tabel te zoeken waar alle geostationaire satellieten in vermeld staan, met hun posities ten opzichte van de Aardse evenaar.

### Zonlichtreflectie van geostationaire satellieten
Sommige geostationaire satellieten kunnen in helderheid toenemen dankzij spiegelende vlakken die het zonlicht reflecteren naar de Aarde. Geostationaire satellieten kunnen dankzij deze helderheidstoename met het ongewapende oog worden waargenomen .

## Anik
De naam Anik, voor een reeks Canadese geostationaire communicatiesatellieten, is afkomstig van Julie-Frances Czapla uit Saint-Léonard, Québec. Zij was de winnares van een nationale wedstrijd om een naam voor deze reeks satellieten te bedenken. In de taal van de Inuit betekent het woord anik kleine broer.

## Satellieten
- Astra 5° Oost
- Astra 19,2° Oost
- Astra 23,5° Oost
- Astra 28,2° Oost

- EchoStar-7
- Eurobird
- Eutelsat 5° West
- Eutelsat 9° Oost

- GOES (Geostationary Operational Environmental Satellite)
- Hispasat 30W-6
- Hot Bird
- Inmarsat
- Intelsat I

- Meteosat
- NSS-9
- Omroepsatelliet